# Deutsche Lufthansa (DDR)
Die Deutsche Lufthansa GmbH war die erste Fluggesellschaft in der DDR und bestand unter diesem Namen von 1955 bis 1963. Sie stand in keiner Beziehung zur Deutschen Lufthansa AG.

## Gründung
Am 28. April 1955 wurde in Abstimmung mit der sowjetischen Botschaft ein Beschluss des Präsidiums des Ministerrates der DDR vom 27. April 1955 mit folgendem Wortlaut veröffentlicht: „Zur Durchführung des zivilen Personen- und Frachtluftverkehrs ist mit Wirkung vom 1. Mai 1955 die deutsche Lufthansa zu gründen. Die deutsche Lufthansa untersteht dem Ministerium des Innern.“ Diesem Beschluss waren seit Mai 1954 Vorarbeiten für ein am 27. April 1955 zwischen der DDR und der UdSSR unterzeichnetes Abkommen zur Überlassung des Flugplatzes Schönefeld (Südteil) als Zentralflughafen der DDR vorausgegangen, der ab Mai 1955 betriebsfähig war. Am 1. Juli 1955 ernannte der Ministerrat die erste Betriebsleitung der Deutschen Lufthansa. Dieses Datum wird allgemein als Gründungstag der Deutschen Lufthansa GmbH der DDR angesehen.

## Das Direktorium
Am 8. Juli 1955 trat das eine Woche zuvor berufene Direktorium erstmals zusammen. Tagungsort war der Sitzungssaal des Hauptamtes Verwaltung der DDR-Regierung. Geleitet wurde die Sitzung vom Hauptdirektor Arthur Pieck, dem Sohn Wilhelm Piecks. Arthur Piecks erster Stellvertreter, der für den Flugverkehr zuständige Direktor Fritz Horn, war gelernter Flugzeugführer. Der technische Direktor Ernst Wendt war nach seiner Tätigkeit als Schlosser und Werkmeister bei der Deutschen Lufthansa AG in Staaken 1937 in deren Werkstätten in Schkeuditz Betriebsingenieur geworden und nach Kriegsende von der sowjetischen Besatzungsmacht als Betriebsleiter eingesetzt worden, um für die Hauptverwaltung Nördlicher Seeweg deutsche Fw-200- und Si-204-Flugzeuge instand zu setzen. Den 1947 zum MAB Schkeuditz umgewandelten Betrieb leitete er dann weiter bis zu seiner Berufung zur Lufthansa. Direktor Karl Heiland schließlich war für die politische Arbeit zuständig, er war jedoch insofern vom Fach, als er bei der Luftwaffe eine Pilotenausbildung absolviert hatte, wenn auch kriegsbedingt ohne Abschluss.
| Bezeichnung          | Vorname, Name          | Dienstzeit |
| -------------------- | ---------------------- | ---------- |
| Hauptdirektor        | Arthur Pieck           | 1955–1960  |
| Direktor Flugverkehr | Fritz Horn             | 1955       |
| Direktor Flugbetrieb | Walter Lehweß-Litzmann | 1959–70    |
| Direktor Flugtechnik | Ernst Wendt            | 1955–1961  |

## Erste Flüge
Am 30. Juli 1955 landete die erste Maschine der neuen Gesellschaft, eine Iljuschin Il-14 mit dem Luftfahrzeugkennzeichen DDR-ABA, auf dem Zentralflughafen Berlin-Schönefeld. Am 16. September 1955 fand der erste offizielle Flug statt. Die Maschine brachte eine Regierungsdelegation unter Ministerpräsident Otto Grotewohl zur Unterzeichnung des Staatsvertrages zwischen der Sowjetunion und der DDR nach Moskau.

## Linienflug
Am 4. Februar 1956 eröffnete die Lufthansa auf der Strecke Berlin–Warschau den Linienverkehr. Im selben Jahr folgten am 27. Februar der Messeflugverkehr Berlin–Leipzig sowie am 16. Mai die Linie Berlin–Prag–Budapest–Sofia, am 19. Mai Berlin–Prag–Budapest–Bukarest und am 7. Oktober Berlin–Vilnius–Moskau.

## Personal und Maschinen
Zuerst stellte die DDR-Lufthansa nur das Bodenpersonal. Die Besatzungen und die Maschinen des Typs Iljuschin Il-14 stammten anfangs ausschließlich aus der Sowjetunion. Am 13. März 1957 flog Gerhard Frieß als erster deutscher Kommandant auf einem Linienflug der Lufthansa nach Moskau. Waren die ersten 14 Iljuschin Il-14 noch aus der Sowjetunion importiert worden, so war die 15. bereits ein Lizenzbau der Elbe Flugzeugwerke in Dresden. Fast hätte die Lufthansa nicht nur im eigenen Land gebaute, sondern auch in der DDR entworfene Maschinen erhalten. Weder der Typ 152 noch der Typ 153 gingen jedoch in Serie, und so deckte die Lufthansa ihren Bedarf an größeren Passagierflugzeugen weiterhin mit Iljuschin-Maschinen. Zu den Il-14 kamen ab dem 28. März 1960 Il-18, immerhin Turboprop-Maschinen. Ende 1962 verfügte die Lufthansa der DDR über 26 ältere Il-14 und fünf Il-18.

## Das Ende der Lufthansa der DDR
Vor dem Hintergrund, dass die westdeutsche Lufthansa bereits vor der Gründung der DDR-Lufthansa Markennamen und Markenzeichen der in Liquidation befindlichen alten Lufthansa rechtswirksam gekauft hatte, nahm Arthur Pieck wenige Monate nach der Gründung der Lufthansa der DDR gegenüber Otto Grotewohl wie folgt Stellung: „Formaljuristisch gesehen befinden wir uns in einer Situation, nach der selbst unsere eigenen Gerichte uns das Recht auf Führung des Namens Deutsche Lufthansa und des stilisierten Kranichs als Warenzeichen untersagen müssen.“
Am 13. März 1958 beschloss eine Runde bei Erich Honecker, zu der auch Arthur Pieck gehörte, für den „Notfall“ eine neue Gesellschaft zu gründen und im Warenzeichenregister (DDR, Madrid, Bern) einzutragen. Am 8. September 1958 wurde die Interflug, Gesellschaft für internationalen Flugverkehr mbH gegründet. Die Lufthansa der DDR stellte mit 1,1 Millionen Mark die Mehrheit der insgesamt zwei Millionen Mark Grundkapital und mit Arthur Pieck den Hauptgeschäftsführer.
Angesichts der drohenden rechtlichen Niederlage der Lufthansa (DDR) gegenüber der Lufthansa (West) in einem Prozess in Belgrad begann der Rückzug in die ausgebaute Auffanglinie. Im Juli 1963 erklärte sich das SED-Politbüro damit einverstanden, „dass die Lufthansa liquidiert wird, weil es unrentabel ist, zwei Gesellschaften zu haben, und dass eine Gesellschaft unter dem Namen Interflug gebildet wird“. Am 1. September 1963 wurden die Luftverkehrsbetriebe der DDR zusammengelegt und mit der personellen Spitze der DDR-Lufthansa, aber unter der Firmenbezeichnung Interflug weitergeführt.

## Weitere Geschichte der Luftfahrt der DDR
Die weitere Geschichte der Luftfahrt der DDR ist im Artikel Interflug beschrieben.

## Galerie

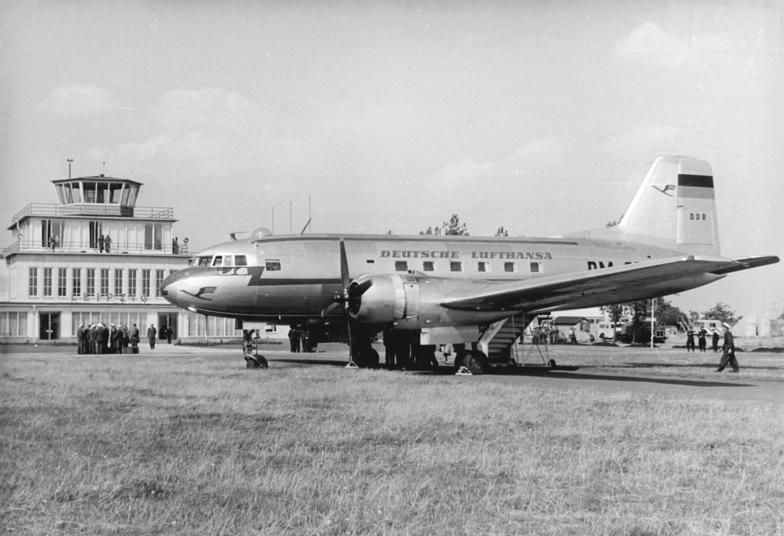
Iljuschin Il-14 der Deutschen Lufthansa der DDR (1956)
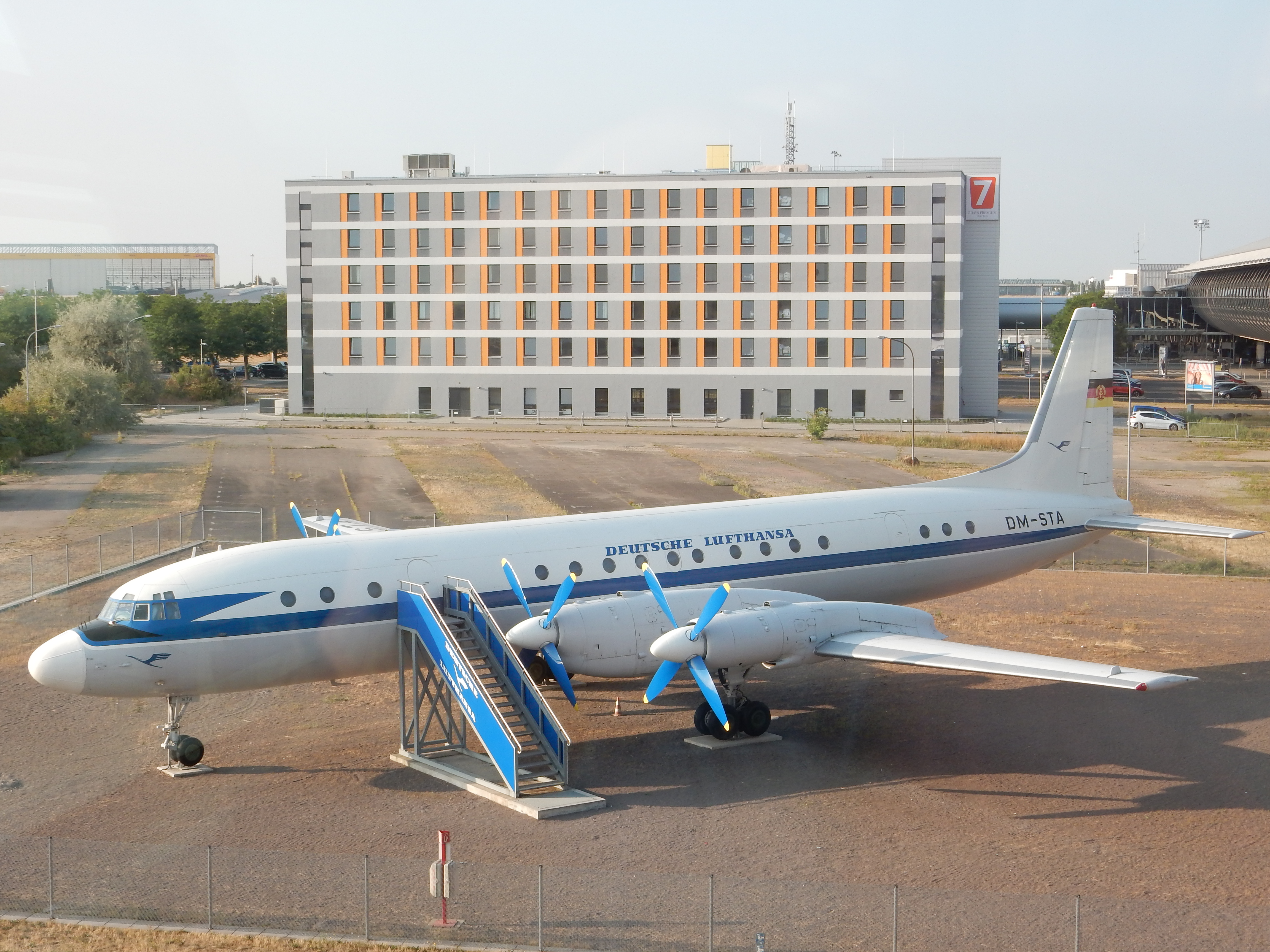
Die erste Il-18 der Deutschen Lufthansa der DDR in Originalfarben als Ausstellungsstück am Flughafen Halle-Leipzig. Die Maschine flog bis 1988 bei der Interflug
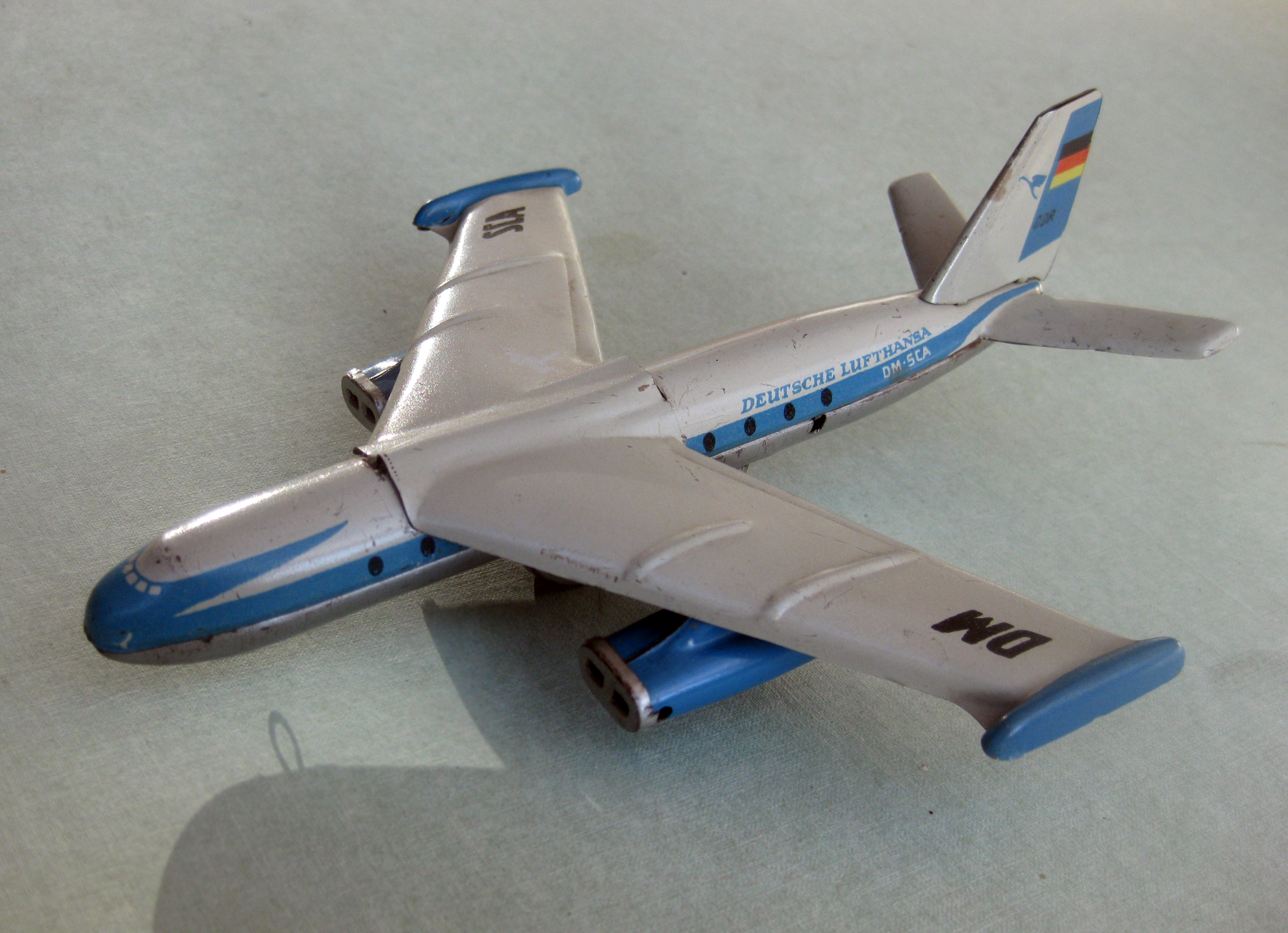
Spielzeugmodell der Baade 152 in den Farben der Deutschen Lufthansa der DDR
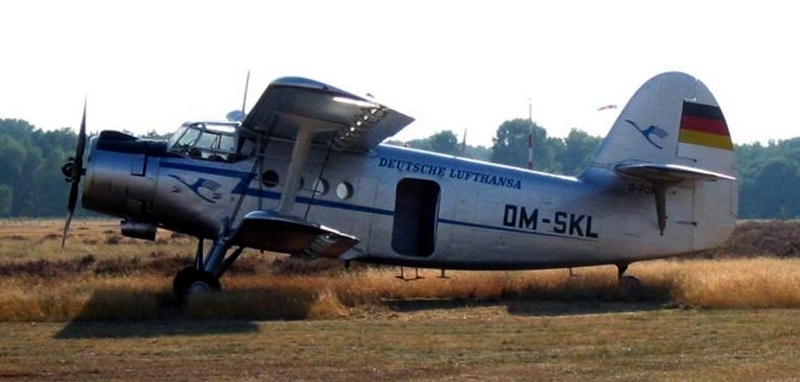
Antonow An-2 in den Farben der Deutschen Lufthansa der DDR